# Унутрашњи запорни нерв
Унутрашњи запорни нерв или нерв за унутрашњи запорни мишић  формира се од предњих (вентралних) грана Л5, С1 и С2 нервних корена сакралног плексуса. Инервише унутрашњи запорни мишић, горњи близаначки мишић и фасцију бочног зида ишиоаналне јаме.

## Анатомија
Потиче из вентралних подела петог лумбалног и првог и другог сакралног живца. Излази из карлице кроз већи ишијатични форамен испод Пириформиса и даје грану за горњи близаначки мишић, која улази у горњи део задње површине мишића. Затим прелази преко исхијалног дала кичме, поново улази у карлицу и потом кроз мањи ишијадични форамен и пробија карличну површину унутрашњег запорног мишића, У односу на овај форамен он је између крушколиког мишића и између задњег кожног нерва бутине и пудендалног нерва.

## Анатомске варијанте
У кадаверичним студијама је примећено да нерв до четвртастог бутног мишића и унутрашњег запорном мишића често настаје из заједничког корена и да је комуникација између ова два нерва често примећена. 
Такође су примећени различити обрасци гранања до близаначког мишића. Показало се да горњи близаначки мишић прима инервацију од грана нерва за четвртасти бутни мишић, као и комуникационе гранчице од ова два нерва.